# Гершон Агрон
Гершон Агрон (або Аргонський; 27 грудня 1893, Мена — 1 листопада 1959, Єрусалим) — ізраїльський журналіст, засновник і редактор газети Palestine Post (згодом The Jerusalem Post), глава роз'яснювальної діяльності в міністерстві прем'єр-міністра Ізраїлю громадський діяч, і Мер Єрусалиму (1955—1959).

## Біографія
Народився в містечку Мена, що на Чернігівщині.